# Îlot Menore
L’îlot Menore ou Mënorë est un îlot de Nouvelle-Calédonie appartenant administrativement à Île des Pins.